# St. Jakobus (Feusisberg)

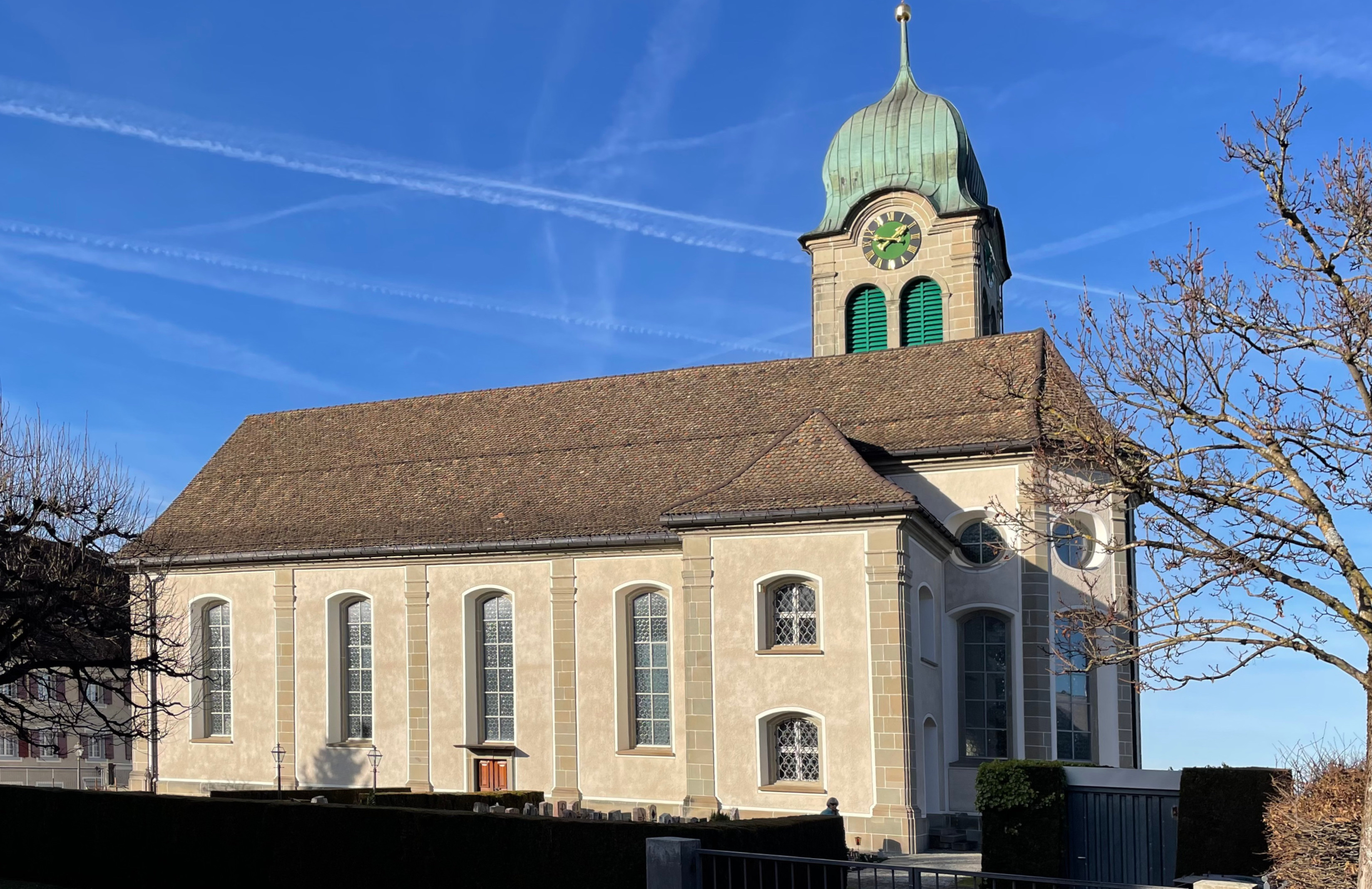
St.-Jakobus-Kirche in Feusisberg

Die Kirche St. Jakobus ist eine barocke römisch-katholische Pfarrkirche in der Gemeinde Feusisberg im Bezirk Höfe des Schweizer Kantons Schwyz. Sie ist dem heiligen Jakobus dem Älteren geweiht und gehört dem Bistum Chur an.
Bekannt ist sie für ihr aussergewöhnliches, gegen Reformation und Aufklärung gerichtetes Bildprogramm. Die Kirche steht auf einer Geländeterrasse in beherrschender Lage hoch über dem Zürichsee.

## Geschichte

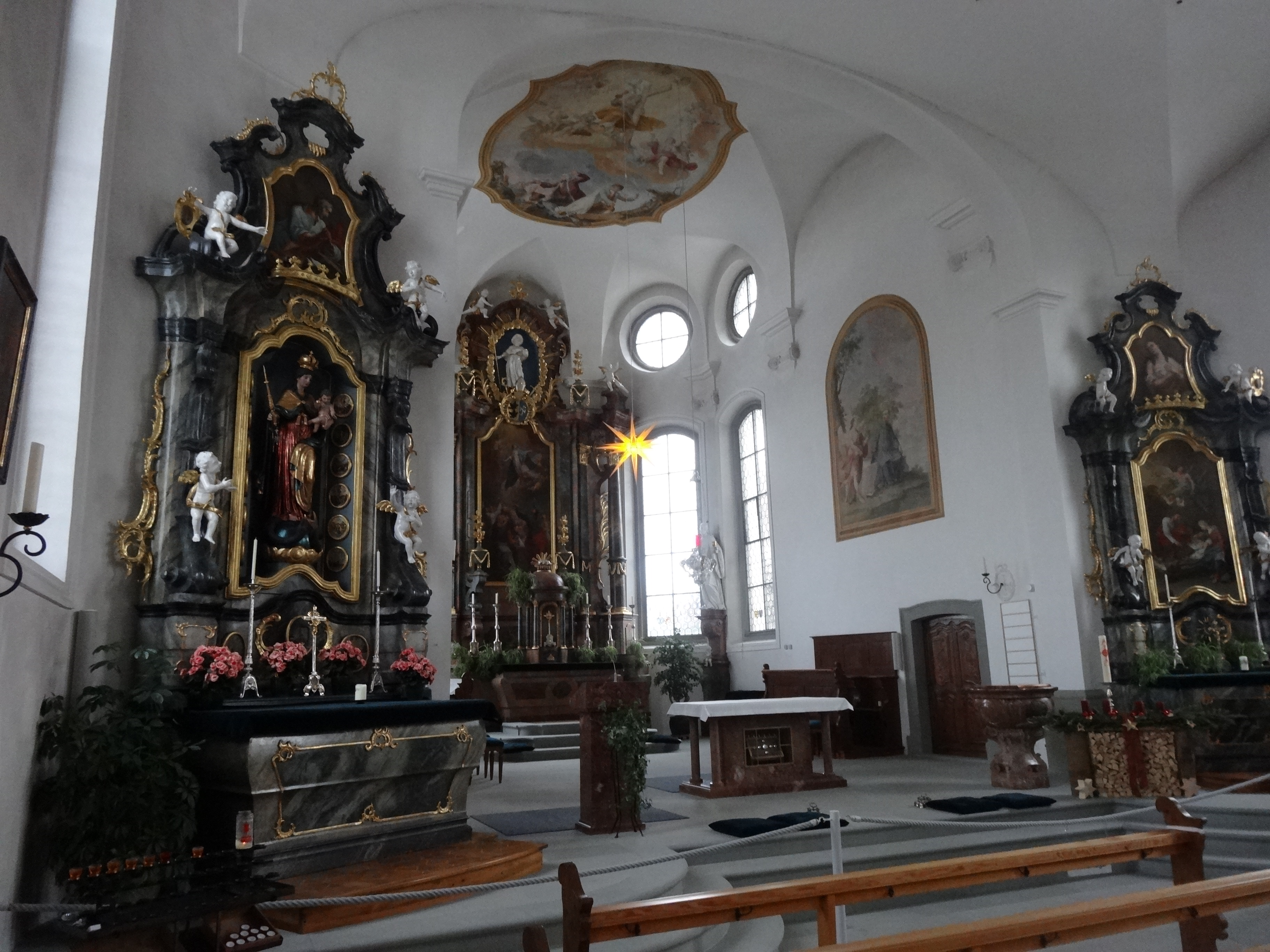
Altarzone

Bereits im Mittelalter existierte in Feusisberg, das am Pilgerweg von Rapperswil nach Einsiedeln liegt, eine Kapelle. 1509 wurde die Kirche im Zuge eines Neubaus zur Pfarrkirche erhoben. Bis heute liegt das Pfarramt in den Händen von Mönchen der Benediktinerabtei Einsiedeln. 1679 wurde die Kirche durch die Translation von Reliquien des heiligen St. Theodor zur Wallfahrtskirche.
Während der Amtszeit des Einsiedler Abts Beat Küttel wurde ab 1779, zeitgleich mit dem benachbarten Dorf Wollerau, ein Neubau geplant. Die Jakobuskirche von Feusisberg und die Verenenkirche in Wollerau verbindet neben einer ähnlichen Raumkonzeption ein aussergewöhnliches ikonographisches Programm, das die zentralen Lehren der katholischen Kirche in Abgrenzung zur reformierten Lehre und zur Aufklärung betont. Dieser Umstand ist im Zusammenhang mit dem Einfluss des konservativen Abts Beat Küttel und der Lage beider Kirchen unweit der Grenze zum reformierten Kanton Zürich zu sehen. Die Bauarbeiten wurden 1780–1785 unter der Leitung von Johannes Haltmayer, womöglich nach Plänen von Niklaus Purtschert ausgeführt.

## Beschreibung

### Äusseres
Das Gotteshaus ist eine grosszügige Saalkirche mit polygonalem Chor im Osten. An den Chor ist ein von weither sichtbarer Turm mit Zwiebelhaube angebaut. Die verputzten Fassaden werden durch Pilaster aus Sichtmauerwerk gegliedert.
Im Kirchturm hängt ein vierstimmiges Glockengeläut aus historischen Glocken.

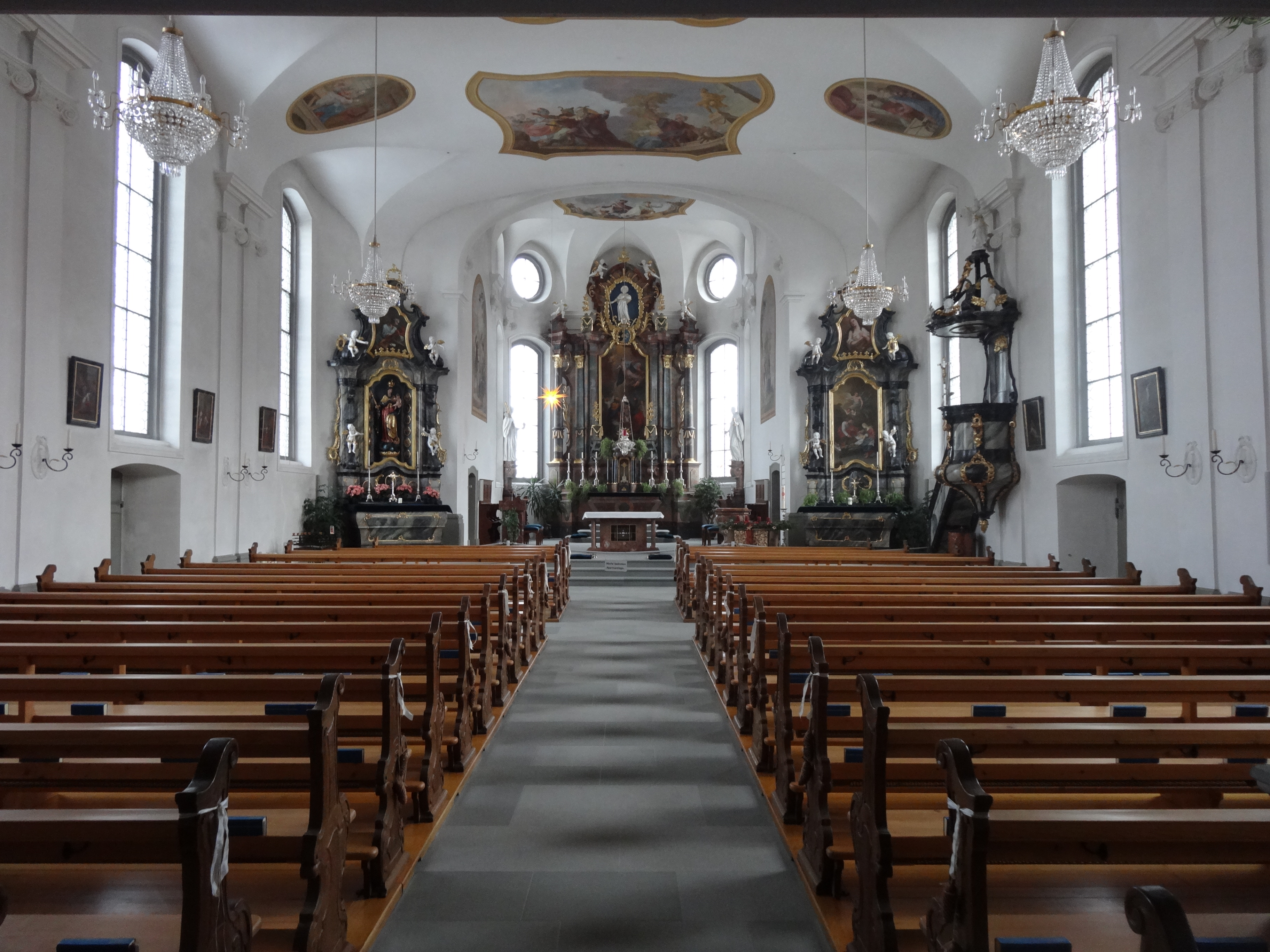
Innenraum der Kirche

| Glocke | Gussjahr | Giesser                  | Gewicht  | Schlagton |
| ------ | -------- | ------------------------ | -------- | --------- |
| 1      | 1666     | Martin II. Keiser, Zug   | 1600 kg0 | des′      |
| 2      | 1509     |                          | 850 kg0  | g′        |
| 3      | 1666     | Martin II. Keiser, Zug   | 350 kg   | b′        |
| 4      | 1765     | Peter Ludwig Keiser, Zug | 120 kg   | f″        |

### Innenraum
Der helle, festliche Innenraum wird durch Segmentbogenfenster im Kirchenschiff und einer zusätzlichen Reihe von Oculi im Chor beleuchtet. Gegliedert wird der Kirchenraum durch doppelte Pilaster ionischer Ordnung, von denen aus sich Stichkappen in Richtung Gewölbemitte ausdehnen. Der barocke Hochaltar stammt aus der Bauzeit, während Seitenaltäre und Kanzel 1938 als Ersatz für neuromanische Ausstattungsgegenstände des 19. Jahrhunderts aus dem Verenamünster in Zurzach übernommen wurden.
Die Orgel befindet sich auf der Rückempore. Sie wurde 1890 von Johann Carl Heinrich Spaich gebaut. Im Laufe der Jahrzehnte erfuhr das Instrument zahlreiche Revisionen, Veränderungen und Umbauten. Ab 1948 kam es unter die Obhut der Manufaktur Späth Orgelbau aus Rapperswil, die im Jahr 2000 die Orgel weitgehend auf den ursprünglichen Zustand von 1890 zurückbaute. Sie verfügt über 14 Register auf zwei Manualen und Pedal (Orgel)|Pedal.

### Bildprogramm

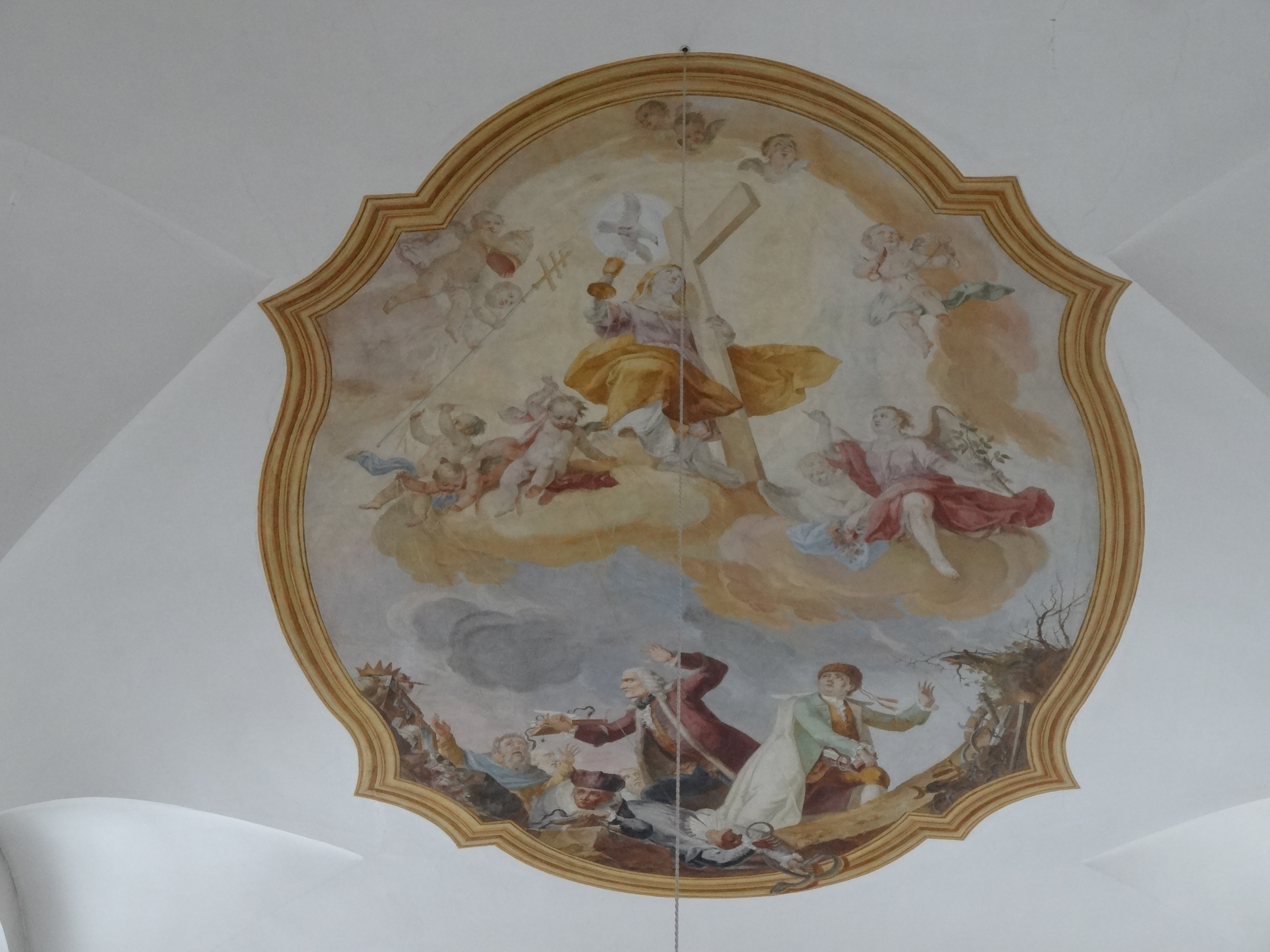
Deckenfresko Triumph der Ecclesia über die Häresie

Die Deckenfresken aus der Bauzeit wurden von dem deutschen Maler Johann Georg Mesmer und seinem Sohn Josef Anton Mesmer angefertigt. Anstelle von Stuckkartuschen wurden aufgemalte Kartuschen als Rahmen verwendet. Die Deckengemälde im Schiff zeigen Szenen aus der Weihnachtsgeschichte.
Ein Unikat dürfte dagegen das Deckenfresko im Chor darstellen: Es stellt in allegorischer Weise den Triumph der Ecclesia über die Häresie dar. Die Figur der Ecclesia als Allegorie der römisch-katholischen Kirche schwebt auf einer Wolke unter der Heiliggeisttaube. Sie trägt ein Kreuz sowie einen Kelch mit Hostie als Symbole der katholischen Lehre in den Händen. Ferner tragen zahlreiche sie umgebende Putti weitere Symbole der römischen Kirche: Eine Tiara, eine Ferula und den Schlüssel Petri. Weitere Putti schleudern Blitze auf die in der unteren Bildhälfte dargestellten Personen, die im Gegensatz zu den allegorischen Figuren der katholischen Kirche historische Persönlichkeiten sind. Zentral dargestellt sind die Aufklärungsphilosophen Voltaire und Jean-Jacques Rousseau, ferner die in clownesker Manier dargestellten Reformatoren Huldrych Zwingli, Martin Luther und Jean Calvin sowie die frühmittelalterlichen, von der römischen Kirche abgelehnten Theologen Arius und Photius.
Den Triumph der katholischen Kirche über die Häresie zum Thema eines Deckengemäldes zu machen ist an sich schon aussergewöhnlich. Dass dabei aber sieben prominente Kritiker der katholischen Dogmatik stellvertretend für die Häresie an einer Kirchendecke verewigt werden, noch dazu in einer Situation der angedeuteten Verdammung, ist in dieser Form einzigartig.

## Nachweise
1. ↑  SRF – Glocken der Heimat: Feusisberg, St. Jakob
2. ↑  Orgelverzeichnis Schweiz und Liechtenstein: Kath. Kirche St. Jakob, Feusisberg

Koordinaten: 47° 11′ 15,4″ N, 8° 44′ 51,8″ O; CH1903: 699213 / 227123